# Скутари (Ботошани)
Скутари (рум. Scutari) насеље је у Румунији у округу Ботошани у општини Миљанка. Oпштина се налази на надморској висини од 140 m.

## Становништво
Према подацима из 2002. године у насељу је живело 331 становника, од којих су сви румунске националности.